# Corani Pampa
Corani Pampa ist eine Ortschaft im Departamento Cochabamba im südamerikanischen Andenstaat Bolivien.

## Lage im Nahraum
Corani Pampa ist ein Ort im Municipio Colomi in der Provinz Chapare. Die Ortschaft liegt in einer Bergregion auf einer Höhe von 2336 m am rechten, östlichen Ufer des Río Corani, der zum Río Palca Mayu und dieser über den Río Juntas de Corani zum Río Chapare fließt.

## Geographie
Corani Pampa liegt in einem offenen Tal in der bolivianischen Cordillera Oriental auf halbem Wege zwischen Altiplano und Chapare-Tiefland. Das Klima ist kühlgemäßigt und ein typisches Tageszeitenklima, bei dem die mittleren Temperaturschwankungen zwischen Tag und Nacht stärker ausfallen als zwischen der kalten und warmen Jahreszeit.
Die mittlere Durchschnittstemperatur der Region liegt bei knapp 18 °C (siehe Klimadiagramm Cochabamba) und schwankt nur unwesentlich zwischen 14 °C im Juni und Juli und 20 °C im November. Der Jahresniederschlag beträgt etwa 450 mm, bei einer ausgeprägten Trockenzeit von Mai bis September mit Monatsniederschlägen unter 10 mm, und einer Feuchtezeit von Dezember bis Februar mit 90–110 mm Monatsniederschlag.

## Verkehrsnetz
Corani Pampa liegt in einer Entfernung von 89 Straßenkilometern östlich der Stadt Cochabamba, der Hauptstadt des Departamentos.
Durch Cochabamba führt die Nationalstraße Ruta 4, die mit einer Länge von 1657 Kilometern das gesamte Land in West-Ost-Richtung durchquert. Die Straße beginnt im Westen bei Tambo Quemado an der chilenischen Grenze, passiert Cochabamba und Sacaba und erreicht nach 430 Kilometern Colomi. Die Straße führt dann weiter in östlicher Richtung über Santa Cruz nach Puerto Suárez im brasilianischen Grenzgebiet.
24 Kilometer hinter Colomi zweigt eine unbefestigte Landstraße in nördlicher Richtung von der Ruta 4 ab, erreicht nach weiteren zwölf Kilometern Corani Pampa und führt weiter über Tablas Monte auf kurvigen Straßen nach Maica Monte.

## Bevölkerung
Die Einwohnerzahl der Ortschaft ist in dem Jahrzehnt zwischen den beiden letzten Volkszählungen zurückgegangen:
| Jahr | Einwohner         | Quelle       |
| ---- | ----------------- | ------------ |
| 1992 | keine Detaildaten | Volkszählung |
| 2001 | 809               | Volkszählung |
| 2012 | 708               | Volkszählung |
| 2024 |                   | Volkszählung |

Die Region weist einen deutlichen Anteil an Quechua-Bevölkerung auf, im Municipio Villa Tunari sprechen 83,5 Prozent der Bevölkerung Quechua.